# Самба Лааму
Самба Лааму (1561/1566 — 1640) — сатігі (володар) імперії Фута-Торо в 1610—1640 роках. Також відомий як Сава Лааму.

## Життєпис
Походив з династії Деніанке. Другий син сатігі Єро Діам Колі, що відобразилося в його імені (самба з мови фульфульде перекладається як «другий»). За часів панування брата Гата Кумба I очолював провінцію Донко. Втім після смерті брата 1600 року не зміг зайняти трон.
У 1603 році розпочав боротьбу за трон з родичем (двоюрідним або троюрідним братом) — сатігі Сір Дулмі, але зазнав невдачі й мусив переховуватися за кордоном. Повернувся у 1610 року, виступивши проти Гата Кумби II, нового сатігі, якого протягом року здолав.
Спочатку Самба Лааму доклав чималих зусиль для відновлення ладу в державі, приборкавши знать та придушивши заворушення. Водночас успішно боровся проти саадитських намісників в пашалику Тімбукту. уклавши союзи з правителями Масини та Каарту. Разом з тим активізував діяльність в напрямку південного Марокко, користуючись чварами між Саадитами для підкорення навколишніх берберських і арабських племен.
Проводив загарбницьку політику в західному та південному напрямках. Відновив зверхність над державою Ваало. Успішно діяв з плато Фута-Джаллона в напрямок Гвінейської затоки. Разом з тим не зміг перемогти державу Каабу, лише захопив багату здобич.
1627 року встановив торгівельні контакти з французькою Компанією Ост-Індій, що почала свою діяльність в цьому регіоні. 1634 року прийняв французьке посольство. Проте посилення торгівлі почалося лише з 1638 року, коли французи заснували факторію на о. Бокос. Помер 1640 року. Йому спадкував старший син Гелааджо Табара II.